# Хранитель престола
Хранитель престола (или блюститель престола; сир. ܢܛܪ ܟܘܪܣܝܐ, nāṭar kursyā, на́тар курси́я) — назначаемый преемник правящего патриарха в Церкви Востока. Первоначально хранитель престола должен был управлять церковью в период между смертью одного патриарха и избранием нового. В первой половине XV века, при патриархе Мар Шимуне IV Бассиди католикосат Церкви Востока стал наследственным в семье Бар Мама. Таким образом новый католикос должен был избираться из семьи предыдущего. Данный обычай стал традиционным для Ассирийской церкви Востока вплоть до второй половины XX века, за исключением иерархических линий, находившихся в унии с Римско-католической церковью. Практика наследственной передачи патриаршества Ассирийской церкви Востока была фактически прекращена в 1976 году избранием католикоса-патриарха Мар Дынхи IV.

## Практика наследственного патриаршества
Первоначально хранителю престола было поручено управлять церковью в период между смертью одного патриарха и избранием нового. В 554 году епископ Кашкара получил особый статус и полномочия организовывать избрание нового патриарха. С XIV века функцию управления церковью во время вакансий между смертью католикоса-патриарха и избранием его преемников выполняли митрополиты Бет-Хузайе. В первой половине XV века, при патриархе Мар Шимуне IV католикосат Церкви Востока стал наследственным в семье Бар Мама. По мнению российского исследователя Н. Н. Селезнёва причинами введения данной практики стали трудность организации собрания епископов для выборов предстоятеля и возрастающее родовое сознание.
Мар Шимун и его преемники, вопреки каноническому праву, назначали на эту должность, обычно своих племянников. Данная традиция наследования прочно укоренилась после 1552 года среди патриархов Ассирийской церкви Востока, за исключением иерархических линий, находившихся в унии с Римско-католической церковью.
В 1551 году католикос-патриарх Мар Шимун VII Ишояб в соответствии со сложившейся традицией наследования патриаршего престола от дяди к племяннику, назначил своим преемником ребёнка восьмилетнего возраста — Шимуна Дынху. Недовольство некоторых епископов таким порядком, привело в следующем году к тому, что на соборе в Мосуле они вместе с духовенством, монахами и делегатами-мирянами от каждого региона, избрали новым патриархом настоятеля монастыря Раббана Ормизда Юханнана Сулаку, который принял имя Шимун VIII. В 1553 году Шимун VIII Сулака, прибыл в Рим, принял католическое исповедание веры, епископское рукоположение и был назначен «патриархом халдеев» папой Юлием III. Фактически это привело к расколу и разделению некогда единой Церкви Востока на католическую и некатолическую фракции. Сторонники наследственной передачи патриаршего титула сохранили автокефалию и доэфесское вероучение. Сторонники выборов предстоятеля церкви вступили в юрисдикционное и вероучительное единство с Римско-католической церковью.
Как правило блюститель престола был племянником или младшим братом католикоса-патриарха. Хранитель престола не всегда становился следующим патриархом. Это происходило по разным причинам. Например, внезапная смерть блюстителя престола или изменения лояльности со стороны правящего предстоятеля.

### Список хранителей престола
| Католикос           | Годы патриаршества | Натар курсия                                                             |
| ------------------- | ------------------ | ------------------------------------------------------------------------ |
| Шимун IV Бассиди    | 1450–1497          | Илия, митрополит Мосула, племянник Шимуна IV                             |
| Шимун V             | 1497–1502          | Хнанишо                                                                  |
| Илия V              | 1502–1504          | неизвестен                                                               |
| Шимун VI            | 1504–1538          | Ишояб, вероятно, митрополит Мосула, брат Шимуна VI                       |
| Мар Шимун VII Ишояб | 1538–1558          | Хнанишо, племянник Шимуна VII, которого сменил его брат Илия в 1550 году |

| Католикос             | Годы патриаршества | Натар курсия                       |
| --------------------- | ------------------ | ---------------------------------- |
| Илия VI               | 1558–1591          | Хнанишо, брат Илии VI и Ишояб      |
| Илия VII              | 1591–1617          | Шимун (будущий Илия VIII), Хнанишо |
| Илия VIII Шимун       | 1617–1660          | Хнанишо                            |
| Илия IX               | 1660–1700          | Ишояб (будущий Илия X)             |
| Илия X                | 1700–1722          | Ишояб и Хнанишо                    |
| Илия XI               | 1722–1778          | Ишояб                              |
| Илия XII Дынха        | 1778–1804          | Ишояб и Хнанишо                    |
| Иоханнан VIII Гормизд | 1780–1830          | Нет                                |

| Католикос         | Годы патриаршества | Натар курсия                                      |
| ----------------- | ------------------ | ------------------------------------------------- |
| Шимун VIII Сулака | 1553–1555          | Отмена наследственной передачи                    |
| Абдишо IV Марон   | 1555–1570          | Нет                                               |
| Шимун Ябаллаха IV | 1570–1580          | Нет                                               |
| Шимун IX Дынха    | 1580–1600          | Нет                                               |
| Шимун X Илия      | 1600–1638          | Мар Ишояб, восстановление наследственной передачи |
| Шимун XI          | 1638–1656          | Неизвестен                                        |
| Шимун XII         | 1656–1662          | Неизвестен                                        |
| Шимун XIII Дынха  | 1662–1700          | Неизвестен                                        |
| Шимун XIV         | 1700–1740          | —                                                 |
| Шимун XV          | 1740–1780          | —                                                 |
| Шимун XVI         | 1780–1820          | Неизвестен                                        |

| Католикос              | Годы патриаршества | Натар курсия |
| ---------------------- | ------------------ | ------------ |
| Иосиф I                | 1681–1696          | Нет          |
| Иосиф II               | 1696–1713          | Нет          |
| Иосиф III              | 1713–1757          | Нет          |
| Иосиф IV               | 1757–1780          | Нет          |
| Иосиф V Августин Хинди | 1780–1827          | Нет          |

Линия Илии (№ 1) с резиденцией в Алькаше прервалась в 1804 году, потеряв большую часть своих последователей из-за Иоханнана VIII Ормизда, члена семьи Бар Мама, который перешёл в унию и в 1828 году, после смерти конкурирующего кандидата, племянника последнего признанного патриарха линии Иосифа (№ 3) с резиденцией в Амиде, был избран халдейским католическим патриархом. Эти иерархические линии были продолжены патриархами Халдейской католической церкви. Линия Сулаки (№ 2) несмотря на вступление с унию с Римом в 1553 году, оказалась единственной линией наследования, не состоящей в общении с Католической церковью. Исследователь Дэвид Уилмшерст считает, что при патриархе Шимуне X (1600—1638) произошёл возврат к «старой вере» и был восстановлен обычай натар курсия. Эта иерархическая линия была продолжена католикосами-патриархами Ассирийской церкви Востока.

## Назират
В 1450 году католикос-патриарх Мар Шимун VI Бассиди ввёл особое положение — «назират». Его суть заключалась в том, что будущая мать хранителя престола во время беременности и сам будущий католикос с рождения не могли вкушать мяса. Позднее появился обычай в соответствии с которым сестра хранителя престола также соблюдала пищевые ограничения, посвящала жизнь служению будущему патриарху или становилась монахиней.

## Оценки
Диакон московского храма Мат Марьям Ассирийской церкви Востока Роланд Биджамов считает обычай натар курсия оправданным, поскольку в Средние века, зачастую, западные миссионеры и османские власти вмешивались в выборы католикосов-патриархов Церкви Востока. Римско-католическая церковь считала наследственную передачу патриаршества нарушением канонического права. До конца правления патриарха Шимуна IX (1579—1600), иерархическая линия первого патриарха-униата Шимуна VIII Сулаки (линия Сулаки) поддерживала общение с католиками, однако возврат к наследственной форме передачи патриаршества сделал признание со стороны Рима невозможным. В 1872 году папа Пий IX выпустил энциклику «Quae in patriarchatu», касающуюся положения дел в Халдейском восточнокатолическом патриархате, в которой назвал обычай натар курсия «позором наследственной преемственности патриархов».